# Movimiento Nacionalista Árabe
El Movimiento Nacionalista Árabe (Harakat al-Qawmiyyin al-Arab) fue una organización panarabista nacionalista de gran influencia en la mayoría del mundo árabe y en especial en el movimiento palestino.

## Orígenes e ideología
El grupo tiene su origen en un grupo de estudiantes árabes de la American University of Beirut liderado por George Habash en la década de 1940. A mediados de la siguiente década, este grupo se unió a otro más numeroso dirigido por Constantin Zureiq. La ideología del MNA se debe al pensamiento de Zureiq: era revolucionaria y panarabista, seguidora de los principios propuestos por el presidente de Egipto, Gamal Abdel Nasser.
Una de las principales propuestas del movimiento era la formación de una conciencia intelectual nacionalista entre los grupos de la élite, que conduciría a la unidad árabe y al progreso social. Su ideología era socialista y secularista, aunque inicialmente no era marxista. Su nacionalismo implicaba una decidida hostilidad frente al imperialismo occidental en general y en particular frente a Israel. El movimiento fue el primero en desarrollar una doctrina antisionista.
En 1958 varias escisiones del grupo se establecieron en distintos Estados árabes y adoptaron el nombre de Movimiento Nacionalista Árabe. El grupo no pudo librarse de disidencias políticas, especialmente en Siria e Irak, que se acercaron a los movimientos Nasseristas, llegando a convertirse en la base del Nasserismo en algunas partes de Oriente Próximo. Sin embargo, otras facciones adoptaron una ideología marxista, incluido Habash y Nayef Hawatmeh, lo que les enfrentó a Nasser y les hizo poner el acento en el socialismo más que en el panarabismo. Además, las distintas formas de gobierno en los países árabes forzó a los subgrupos del MNA a adaptarse a las circunstancias locales, lo que dificultó hallar una ideología básica común.

## Decadencia y desaparición
Estas tensiones causaron la debilitación del movimiento a finales de la década de 1960 y su desaparición como fuerza política regional hacia 1970. Esta evolución fue en parte favorecida por Egipto en la Guerra de los Seis Días (1967), que desacreditó el Nasserismo y forzó al MNA a restar importancia a su ideología panarabista.
El final del movimiento llegó entre 1967-1969, cuando las ramificaciones de Oriente Próximo se dividieron en distintos partidos marxistas, hecho que fue precipitado por las diferencias con el movimiento palestino. La parte del grupo leal a Habash trató de reagrupar el movimiento formando el Partido de Acción Socialista Árabe, que mantenía el panarabismo en su ideario.
Aunque actualmente no queda nada del MNA, su desintegración dio lugar a un gran número de partidos y movimientos de izquierdas en la política de los países árabes. Algunos de ellos, como el palestino y el del sur de Yemen, han llegado a ser muy influyentes en sus países.

## El MNA en el mundo
Aunque el ala más famosa del MNA fue la que se convirtió en el Frente Popular para la Liberación de Palestina, el grupo afectó al desarrollo del nasserismo desde todo el mundo árabe, pues en cada país en que actuó los activistas divulgaron el objetivo nasserista y establecieron alianzas con partidos locales que no eran seguidores entusiastas de las ideas nasseristas.

### Siria
El MNA participó en la revolución en 1963, que fue una respuesta a la salida del estado de la RUA. En el golpe subió el Partido Ba'ath al poder. Entonces se juntaron con la Unión Socialista Árabe en 1964, el ala del partido de Pres. Nasser en Siria. Después el golpe en 1970, en lo que se repuso Pres. Salah Jadid con General Hafez al-Assad, la MNA y la FPLP tomaron el lado de Jadid, y entonces perdieron el apoyo del estado, y finalmente se disolvió. El ala siria fue la más grande de todas las alas de la MNA, excepto la FPLP.

### Irak
Participaron activistas del MNA en la revolución iraquí en 1963 de Abd al-Salam Arif. Arif tomó poder de un gobierno del Partido Ba'ath Iraquí, y con el apoyo de los elementos nasseristas en Irak. En 1963, los nasseristas salieron de su gobierno, y la MNA los juntó.

### Egipto
La MNA juntó con la Unión Socialista Árabe, en que cooperan con Pres. Nasser. Luego, los jefes de la USA purgaron los miembros del MNA por ellos creencias marxistas.

### Líbano
El grupo ha desunido a causa de la lucha dentro los facciones de la FPLP. La Organización de Socialistas Libaneses apoyaron a la FDLP, la que salió de la FPLP. Luego se unía con Liban Socialista por formar la OAC que luchaba en la guerra civil libanesa y con Hezbolá. Los apoyos de Dr. George Habash fundaron el Partido Socialista Obrero (Liban).

### Omán
En las 1960s y 1970s, el ala omanés del MNA ayudó a formar el Frente Nacional por la Liberación de Dhofar y luego su sucesor la Frente Nacional Democrático para la Liberación de Omán y el Golfo Pérsico, un grupo marxista por la sublevación del sultán de Omán. Ambos grupos cambiaron en la Frente Popular por la Liberación de Omán.

### Yemen
Tomaron interés activo en la fundación del Partido Socialista Yemení, lo que fue el núcleo por la FLN(Yemen), el grupo que gobernaban Yemen Sureño desde 1967 hasta la reunión de los dos Yemenes en 1990. El PSY es el partido de oposición en el parlamento Yemení desde 1990.

### Kuwait
Cambiaron en los Demócratas Progresistas, un partido todavía activo en Kuwait.

### Arabia Saudí
Fundó el Partido Comunista de Arabia Saudí y el Partido Árabe por Acción Social.